# Sự nghiệp điện ảnh của Will Smith

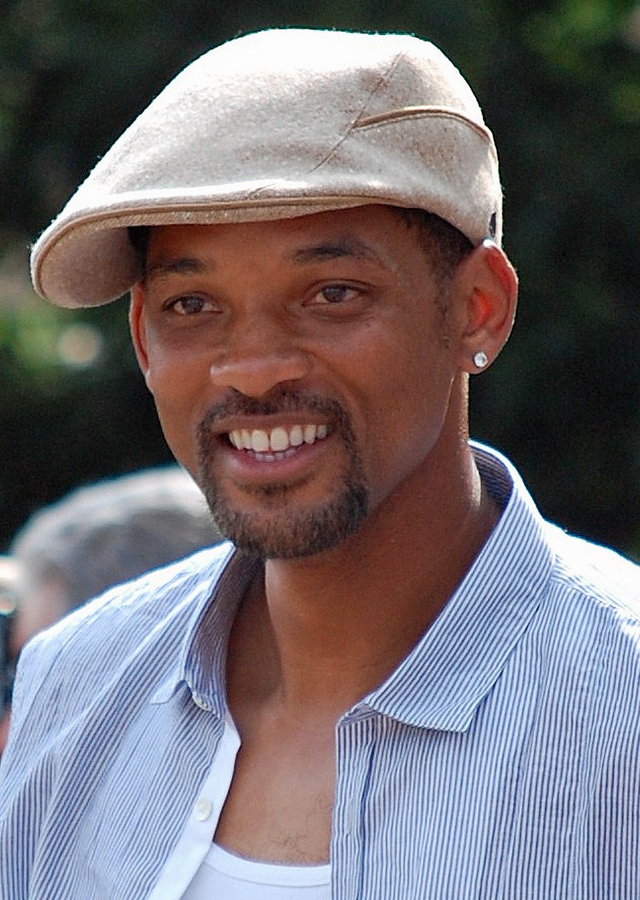
Will Smith tại buổi ra mắt phim Siêu nhí Karate năm 2010

Will Smith là một nam diễn viên và nhà sản xuất phim người Mỹ. Anh gây đột phá với vai một phiên bản hư cấu của chính mình trong bộ phim truyền hình sitcom thập niên 1990 The Fresh Prince of Bel-Air. Vai diễn đã giúp Smith được thế giới công nhận và đem về hai đề cử giải Quả cầu vàng cho Nam diễn viên phim truyền hình ca nhạc hoặc hài xuất sắc nhất. Ngoài ra, anh cũng là giám đốc sản xuất của 24 tập trong sê-ri. Hai năm sau, Smith xuất hiện trong tác phẩm chính kịch Where the Day Takes You, trong đó nam diễn viên thủ vai một người đàn ông vô gia cư tàn tật. Năm 1995, anh đóng chung với Martin Lawrence trong bộ phim Bad Boys của đạo diễn Michael Bay. Sau đó, Smith hóa thân thành một phi công của Thủy quân lục chiến Hoa Kỳ cùng với Jeff Goldblum trong Ngày độc lập của Roland Emmerich. Tác phẩm đã thu về hơn 817 triệu USD trên toàn thế giới và là bộ phim ăn khách nhất năm 1996. Năm 1997, anh vào vai đặc vụ J trong tác phẩm khoa học viễn tưởng Men in Black. Ngoài ra, nam diễn viên cũng tiếp tục sắm vai nhân vật này trong các phần hậu truyện Men in Black II (2002) và Điệp viên áo đen 3 (2012).
Will Smith đóng vai võ sĩ hạng nặng Muhammad Ali trong bộ phim tiểu sử Ali năm 2001. Với diễn xuất của mình, anh đã nhận được các đề cử Giải Oscar cho Nam diễn viên chính xuất sắc nhất và Giải Quả cầu vàng cho nam diễn viên phim chính kịch xuất sắc nhất. Năm 2004, tài tử còn góp mặt trong bộ phim hoạt hình Shark Tale, cũng như tác phẩm khoa học viễn tưởng Tôi, người máy. Năm kế tiếp, anh thủ vai nhà tư vấn hẹn hò trong bộ phim hài lãng mạn Hitch. Màn hóa thân thành nhân viên bán hàng Chris Gardner của Smith trong Mưu cầu hạnh phúc (2006) đã giúp nam diễn viên đem về đề cử giải Oscar và giải Quả cầu vàng cho Nam diễn viên chính xuất sắc nhất. Năm 2008, anh vào vai một siêu anh hùng vigilante trong Siêu nhân cái bang. Mặc dù nhận được những phản hồi trái chiều, nhưng tác phẩm đã thu về 624 triệu USD trên toàn thế giới, qua đó trở thành bộ phim thứ 8 liên tiếp của Smith đứng đầu doanh thu phòng vé tại Bắc Mỹ và là bộ phim thứ 8 trong sự nghiệp của anh có doanh thu hơn 100 triệu USD. Năm 2015, Smith thủ vai bác sĩ người Mỹ gốc Nigeria Bennet Omalu trong tác phẩm tiểu sử Concussion và giúp anh nhận được một đề cử giải Quả cầu vàng. Một năm sau, tài tử xuất hiện trong bộ phim hành động Biệt đội cảm tử với doanh thu phòng vé hơn 745 triệu USD trên toàn thế giới. Năm 2019, Smith sắm vai Thần đèn trong tác phẩm live-action chuyển thể từ phim hoạt hình cùng tên năm 1992, Aladdin. Đây là bộ phim ăn khách nhất trong sự nghiệp của nam diễn viên, với tổng doanh thu phòng vé hơn 1 tỷ USD trên toàn thế giới. Năm 2022, Smith giành giải Oscar đầu tiên nhờ màn hóa thân xuất sắc trong King Richard.

## Phim điện ảnh
| Films that have not yet been released | Đề cập đến những bộ phim chưa được phát hành |

| Năm  | Tựa đề                                 | Vai diễn                           | Ghi chú                        | Chú thích     |
| ---- | -------------------------------------- | ---------------------------------- | ------------------------------ | ------------- |
| 1992 | Where the Day Takes You                | Manny                              |                                | [ 19 ]        |
| 1993 | Made in America                        | Tea Cake Walters                   |                                | [ 20 ]        |
| 1993 | Six Degrees of Separation              | Paul                               |                                | [ 21 ]        |
| 1995 | Bad Boys                               | Mike Lowrey                        |                                | [ 22 ]        |
| 1996 | Ngày độc lập                           | Đại úy Steven Hiller               |                                | [ 6 ]         |
| 1997 | Men in Black                           | James Darrell Edwards III Đặc vụ J |                                | [ 23 ]        |
| 1998 | Enemy of the State                     | Robert Clayton Dean                |                                | [ 24 ]        |
| 1999 | Wild Wild West                         | Đại úy James West                  |                                | [ 25 ]        |
| 2000 | The Legend of Bagger Vance             | Bagger Vance                       |                                | [ 26 ]        |
| 2001 | Ali                                    | Muhammad Ali                       |                                | [ 27 ]        |
| 2002 | Showtime                               | —                                  | Chỉ đạo sản xuất               | [ 4 ] [ 28 ]  |
| 2002 | Men in Black II                        | James Darrell Edwards III Đặc vụ J |                                | [ 29 ]        |
| 2003 | Bad Boys II                            | Mike Lowrey                        |                                | [ 30 ]        |
| 2003 | Ride or Die                            | —                                  | Chỉ đạo sản xuất               | [ 4 ] [ 31 ]  |
| 2004 | Jersey Girl                            | Chính anh                          | Khách mời                      | [ 32 ] [ 33 ] |
| 2004 | Tôi, người máy                         | Thanh tra Del Spooner              | Chỉ đạo sản xuất               | [ 34 ]        |
| 2004 | The Seat Filler                        | —                                  | Chỉ đạo sản xuất               | [ 4 ] [ 35 ]  |
| 2004 | Saving Face                            | —                                  | Nhà sản xuất                   | [ 4 ] [ 36 ]  |
| 2004 | Shark Tale                             | Oscar (lồng tiếng)                 |                                | [ 37 ]        |
| 2005 | Hitch                                  | Alex "Hitch" Hitchens              | Nhà sản xuất                   | [ 38 ]        |
| 2006 | ATL                                    | —                                  | Nhà sản xuất                   | [ 4 ] [ 39 ]  |
| 2006 | Mưu cầu hạnh phúc                      | Chris Gardner                      | Nhà sản xuất                   | [ 40 ]        |
| 2007 | Tôi là huyền thoại                     | Robert Neville                     |                                | [ 41 ]        |
| 2008 | Siêu nhân cái bang                     | John Hancock                       | Nhà sản xuất                   | [ 42 ]        |
| 2008 | The Human Contract                     | —                                  | Chỉ đạo sản xuất               | [ 4 ] [ 43 ]  |
| 2008 | The Secret Life of Bees                | —                                  | Nhà sản xuất                   | [ 4 ] [ 44 ]  |
| 2008 | Lakeview Terrace                       | —                                  | Nhà sản xuất                   | [ 4 ] [ 45 ]  |
| 2008 | Seven Pounds                           | Tim Thomas                         | Nhà sản xuất                   | [ 46 ]        |
| 2010 | Siêu nhí Karate                        | —                                  | Nhà sản xuất                   | [ 47 ]        |
| 2012 | Cuộc chiến tình yêu                    | —                                  | Nhà sản xuất                   | [ 48 ]        |
| 2012 | Điệp viên áo đen 3                     | James Darrell Edwards III Đặc vụ J |                                | [ 49 ]        |
| 2013 | After Earth                            | Cypher Raige                       | Biên kịch phim Nhà sản xuất    | [ 50 ]        |
| 2013 | Anchorman 2: The Legend Continues      | Phóng viên ESPN                    | Khách mời                      | [ 51 ]        |
| 2014 | Winter's Tale                          | Lucifer                            | Khách mời                      | [ 52 ]        |
| 2014 | Annie                                  | —                                  | Nhà sản xuất                   | [ 53 ]        |
| 2015 | Focus                                  | Nicky Spurgeon                     |                                | [ 54 ]        |
| 2015 | Concussion                             | Bennet Omalu                       |                                | [ 55 ]        |
| 2016 | Biệt đội cảm tử                        | Floyd Lawton / Deadshot            |                                | [ 56 ] [ 57 ] |
| 2016 | Collateral Beauty                      | Howard Inlet                       |                                | [ 58 ] [ 59 ] |
| 2017 | Bright                                 | Daryl Ward                         |                                | [ 60 ] [ 61 ] |
| 2019 | Student of the Year 2                  | Chính anh                          | Phim nói tiếng Hindi Khách mời | [ 62 ]        |
| 2019 | Aladdin                                | Thần Đèn / Mariner                 |                                | [ 63 ] [ 64 ] |
| 2019 | Dads                                   | Chính anh                          | Phim tài liệu                  | [ 65 ]        |
| 2019 | Đàn ông song tử                        | Henry Brogan / Junior              |                                | [ 66 ]        |
| 2019 | Spies in Disguise                      | Lance Sterling (lồng tiếng)        |                                | [ 67 ]        |
| 2020 | Những gã trai hư trọn đời              | Mike Lowrey                        | Nhà sản xuất                   | [ 68 ] [ 69 ] |
| 2020 | Life in a Year                         |                                    | Chỉ đạo sản xuất               | [ 70 ]        |
| 2021 | King Richard: Huyền thoại nhà Williams | Richard Williams                   | Nhà sản xuất                   | [ 71 ]        |
| 2022 | Emancipation                           | Peter                              |                                | [ 72 ] [ 73 ] |
| 2024 | Bad Boys phần 4 (chưa có tiêu đề)      | Mike Lowrey                        | Đang ghi hình                  | [ 74 ]        |

## Chương trình truyền hình

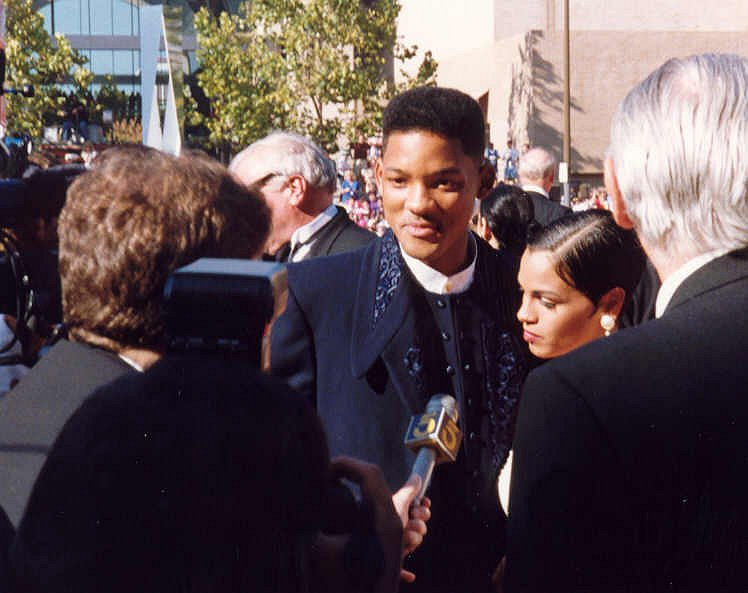
Will Smith tại Giải Primetime Emmy lần thứ 45 năm 1993

| Năm       | Tựa đề                                          | Vai diễn/trò  | Ghi chú                                                                                        | Chú thích     |
| --------- | ----------------------------------------------- | ------------- | ---------------------------------------------------------------------------------------------- | ------------- |
| 1990      | ABC Afterschool Special                         | Bán hàng rong | Tập: "The Perfect Date" Khách mời                                                              | [ 75 ] [ 76 ] |
| 1990      | The Earth Day Special                           | Chính anh     |                                                                                                | [ 77 ]        |
| 1990–1996 | The Fresh Prince of Bel-Air                     | Will Smith    | Chỉ đạo sản xuất (mùa 6) Biên kịch (cốt truyện cho tập "Ain't No Business Like Show Business") | [ 4 ] [ 78 ]  |
| 1990      | Rockin' Through the Decades                     | Chủ trì       | Phim tài liệu của Alvin siêu quậy                                                              | [ 79 ]        |
| 1992      | Blossom                                         | Chính anh     | Khách mời                                                                                      | [ 80 ]        |
| 1992      | NBA All-Star Stay in School Jam                 | Chính anh     |                                                                                                | [ 81 ]        |
| 1997      | Happily Ever After: Fairy Tales for Every Child | Pinocchio     | Tập: "Pinocchio"                                                                               | [ 82 ]        |
| 2003–2007 | All of Us                                       | Jonny         | Chỉ đạo sản xuất và đồng sáng tác Biên kịch tập 2 Đạo diễn (tập ''The N-Word'')                | [ 4 ] [ 82 ]  |
| 2005      | Giải BET 2005                                   | Chủ trì       |                                                                                                | [ 83 ]        |
| 2009      | Un-broke: What You Need To Know About Money     | Chính mình    |                                                                                                | [ 84 ]        |
| 2012      | 2012 Kids' Choice Awards                        | Chủ trì       |                                                                                                | [ 85 ]        |
| 2013      | The Queen Latifah Show                          | —             | Nhà sản xuất                                                                                   | [ 86 ]        |
| 2018      | One Strange Rock                                | Chủ trì       | 10 tập                                                                                         | [ 87 ]        |
| 2018      | Cobra Kai                                       | —             | Chỉ đạo sản xuất                                                                               | [ 88 ]        |
| 2019      | Will Smith's Bucket List                        | Chính mình    | Chỉ đạo sản xuất                                                                               | [ 89 ]        |